# Buziaș
Buziaș (en hongrois : Buziásfürdő, en allemand : Busiasch) est une ville de Roumanie située dans le Județ de Timiș en Transylvanie.

## Démographie
Lors du recensement de 2011, 83,21 % de la population se déclarent roumains, 2,97 % comme roms, 2,94 % comme hongrois et 2,15 % comme allemands (7,68 % ne déclarent pas d'appartenance ethnique et 1,02 % déclarent appartenir à une autre ethnie).

## Politique
| Parti | Parti                                               | Sièges |
| ----- | --------------------------------------------------- | ------ |
|       | Parti national libéral (PNL)                        | 5      |
|       | Parti social-démocrate (PSD)                        | 4      |
|       | Alliance pour Buziaș                                | 3      |
|       | Alliance des libéraux et démocrates (ALDE)          | 2      |
|       | Forum démocratique des Allemands de Roumanie (FDGR) | 1      |

## Personnalité associée à la ville
- Rodica Draghincescu

## Galerie

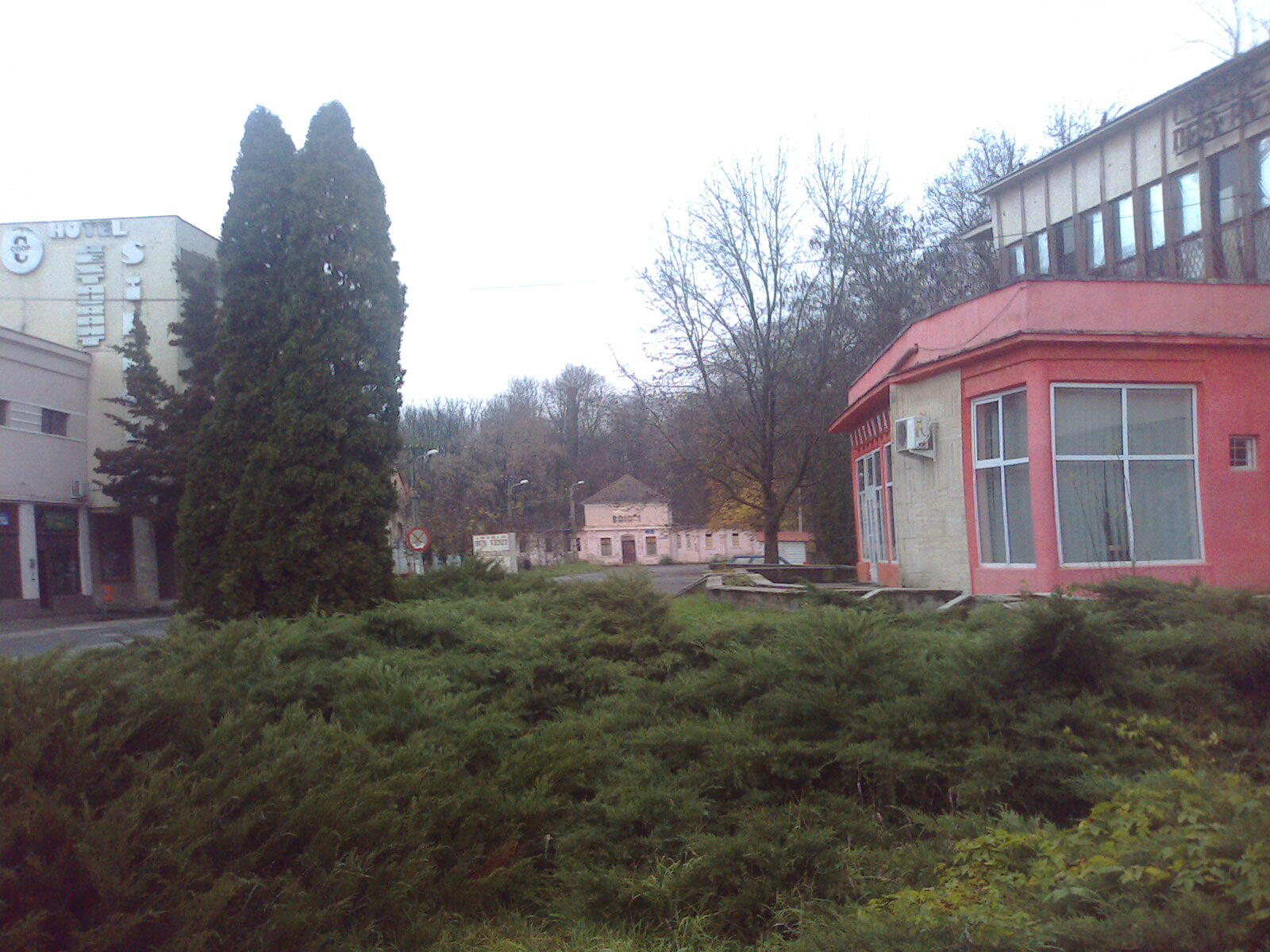
Station de Buziaş à l'automne 2007
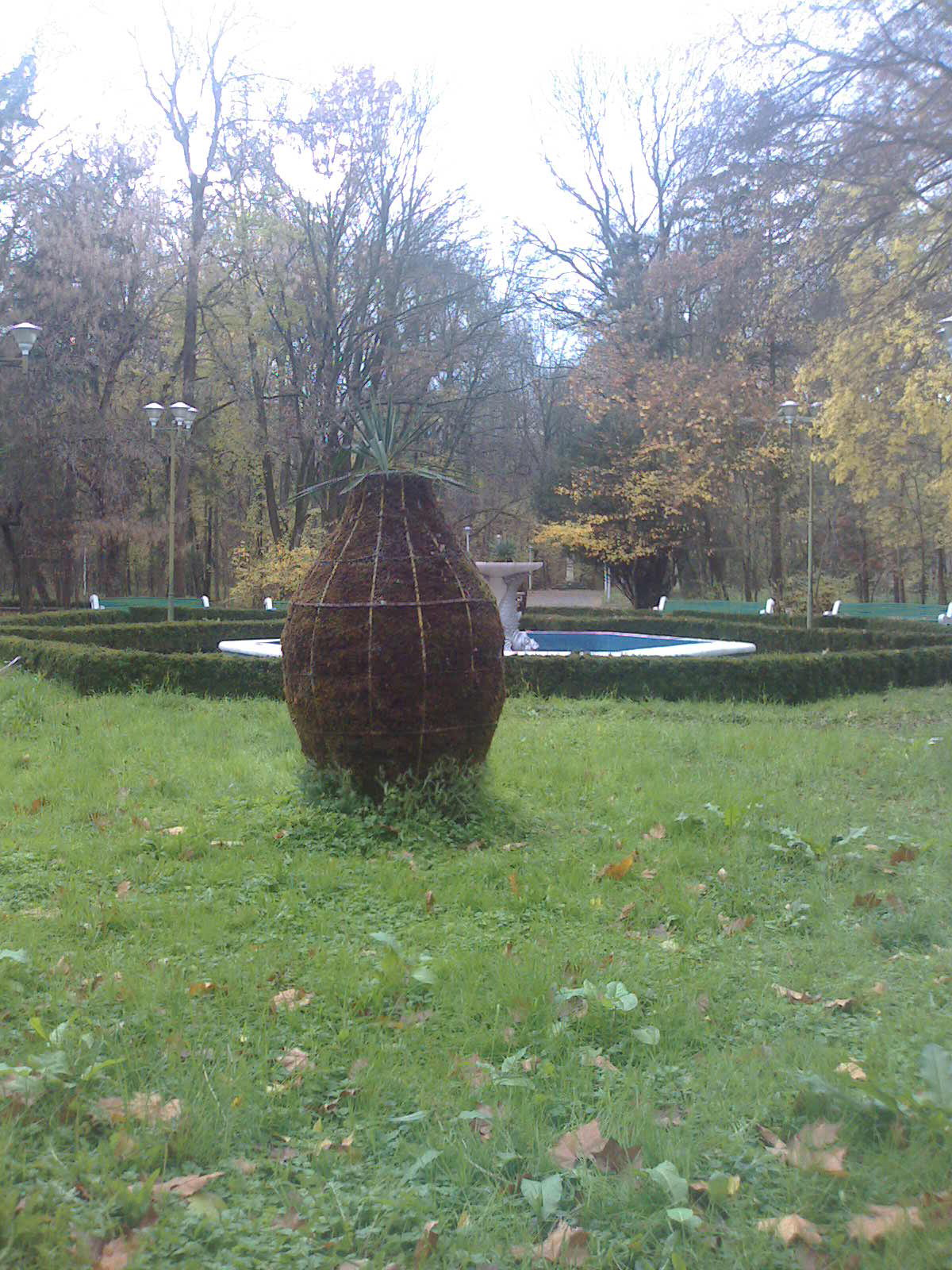
Automne dans le parc de la station
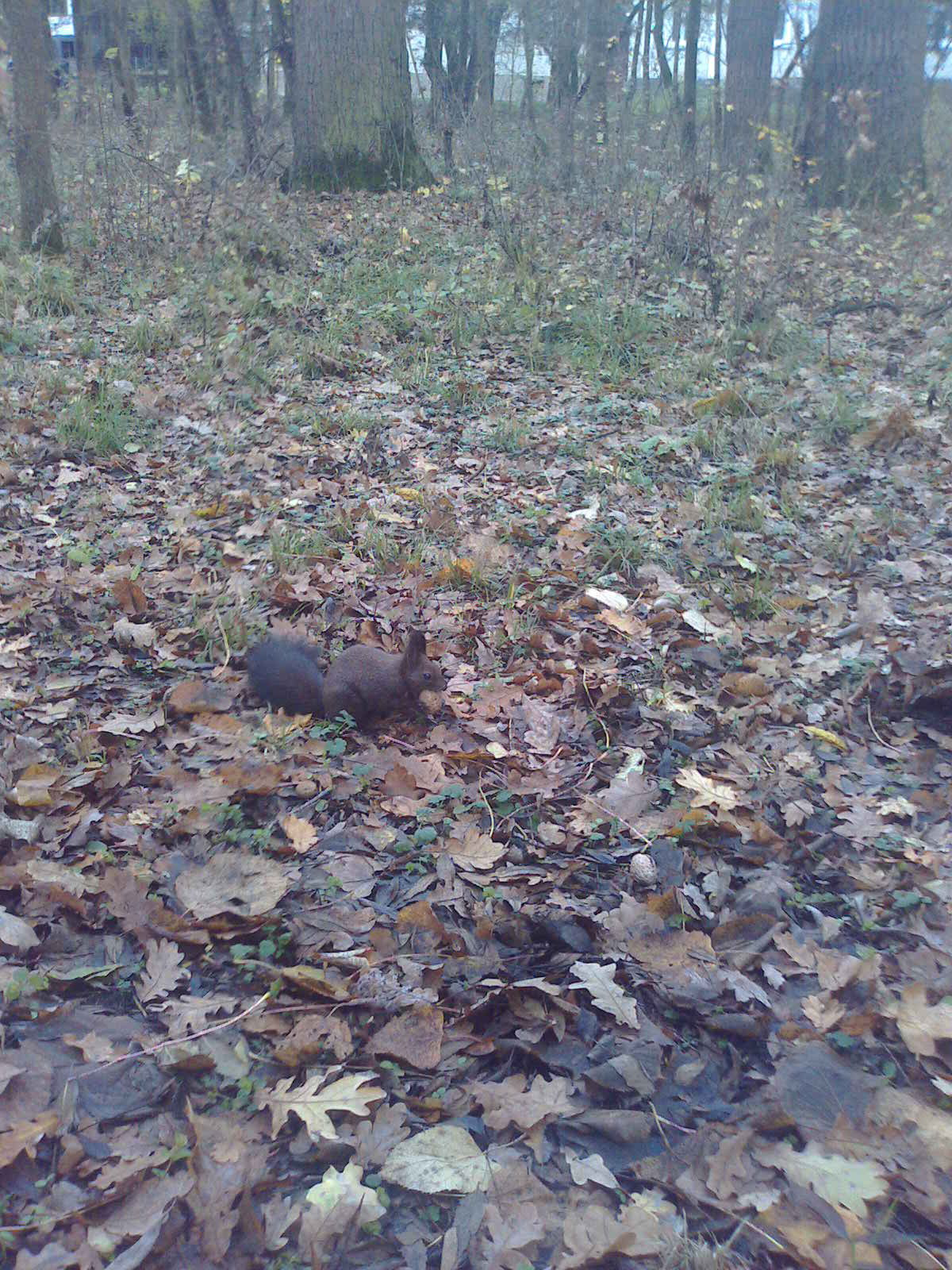
Écureuil roux dans le parc de la station